# تمدد الكون

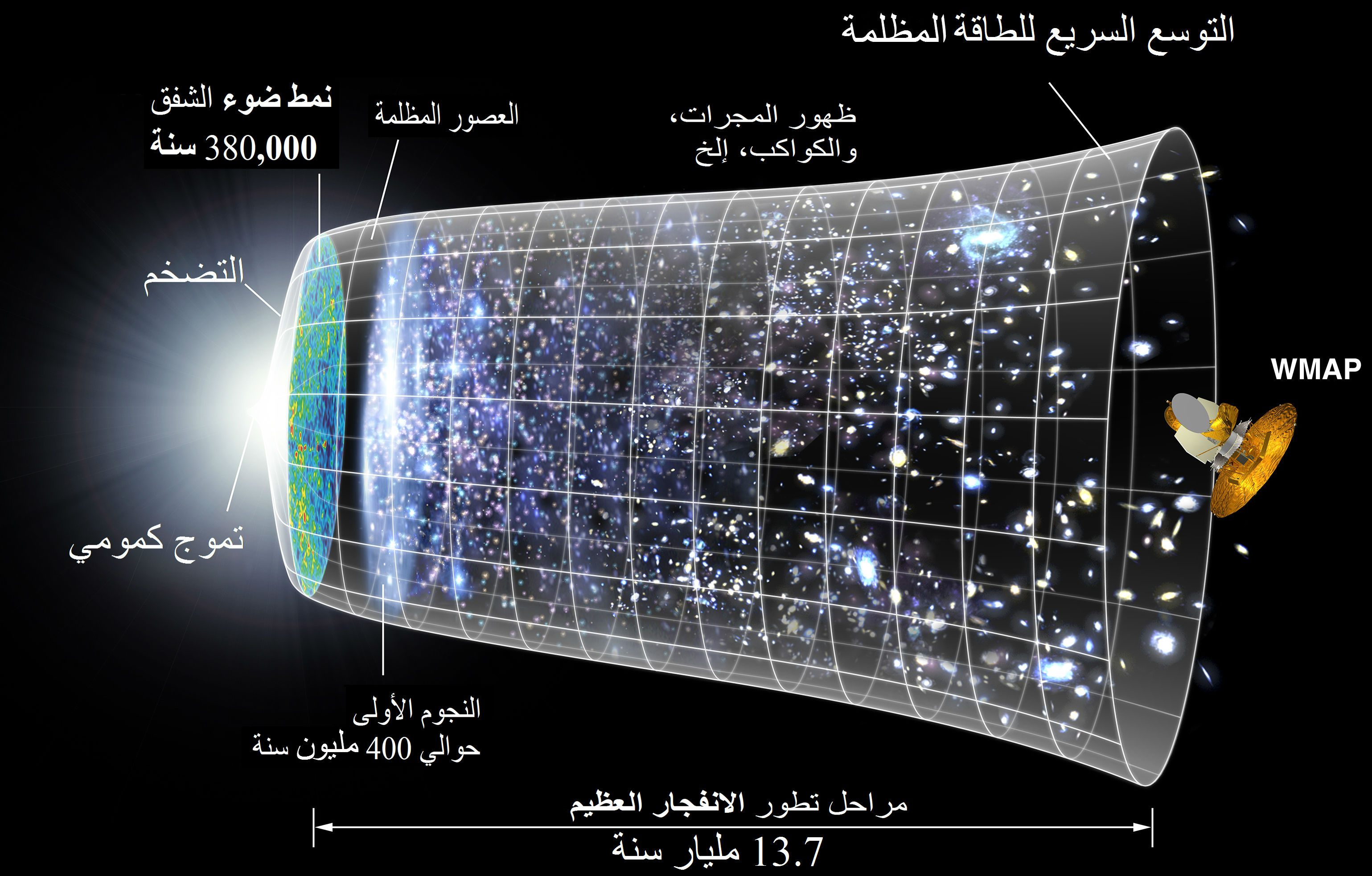
مراحل تطور البنية الكونية، المحور الأفقي هو الزمن ويبدأ من اليسار عند لحظة الصفر (توضيح بمقاييس رسم اختيارية).

تمدد الكون (أو توسع الكون) في علم الفلك، هو تمدد أبعاد الكون ويظهر في ابتعاد أي نقطتين في الكون عن بعضهما البعض من دون أن تكون لهما حركة. طبقا لنظرية الانفجار العظيم نشأ الكون من نقطة واحدة بتواجد كمية هائلة عظيمة من الطاقة شديدة السخونة وتمددت خلال العدة بملايين من السنين الأولى بعد تضخم كوني سريع بعد نشأته مباشرة، ثم بدأ معدل تمدده يقل حتى وصل إلى المعدل الحالي. يتعلق تفسير ما نرصده من ظاهرة تمدد الكون بمجهودات العلماء حاليا، وهو لا يزال في مجال البحث. وترتبط محاولات تفسير تمدد الكون حاليا بفكرة تفترض ما يسمى طاقة مظلمة.
تشير القياسات الحديثة أن معدل تمدد الكون في تزايد ويعزي العلماء هذا التزايد إلى المادة المظلمة التي تظهر في النموذج النظري على صورة الثابت الكوني. أصبح في استطاعتنا حديثا قياس تسارع تمدد الكون، وتعتقد النظرية أن تمدد الكون في الماضي كان « تباطئيا، كابحا» تحت تأثير قوة الجاذبية بين المادة التي نشأت في الكون. حاليا يفترض العلماء نموذج لامبدا-سي دي إم لتفسير ما يجري في الكون، ويعزز هذا النموذج أن تمدد الكون تحت تأثير الطاقة المظلمة سوف يتزايد في المستقبل.

## تاريخ اكتشافه
قام ألبرت أينشتاين وويليام دي سيتير عام 1917 بوصف الكون لأول مرة بصياغة النظرية النسبية العامة، ولكن وصفهما له بأنه كون ثابت مستقر، واتضح أن وصف دي سيتير للكون كان خاطئاً، ثم قدم ألكسندر فريدمان عام 1922 أول وصف للكون عن طريق حل معادلات النظرية النسبية العامة وأتت النتيجة بأن الكون قد يكون متدداً أو متقلصاً (معادلات فريدمان)، ولكن لم ينال هذا البحث اهتمام العلماء.

تمثيل تضخم خبز به زبيب. عندما يتزايد حجم الخبز تحت فعل الخميرة تزداد المسافات بين حبات الزبيب.

اكتشف عالم الفلك الأمريكي فيستو سليفر عام 1912 الانزياح نحو الأحمر لخطوط طيف الضوء القادم من المجرات البعيدة، وقام إدوين هابل عام 1925 بنشر بحث علمي له عن المسافة بيننا وبين المرأة المسلسلة (مجرة) (أو مسييه 31) يبين أن مجرة المرأة المسلسلة تقع بوضوح خارج مجرتنا، مجرة درب التبانة، وفي عام 1926 قام هابل أيضاً بنشر بحث عن المسافات بيننا وبين عدة مجرات أخرى.
ثم اكتشف عالم الفلك البلجيكي جورج لوميتر عام 1927 تمدد الكون، واكتشف ما كان «فريدمان» قد وجده من قبل على أساس معادلات النظرية النسبية بأن الكون في حالة حركة وليس في حالة ثبات. وقام «لوميتر» بربط ما وجده «سليفر» من انزياح أحمر لخطوط الطيف بالمسافات التي عينها «هابل». واستنتج منها أن الكون يتمدد، وقام بنشر بحثه في المجلة العلمية Annales de la Société Scientifique de Bruxelles في عام 1927 وصاغ قانون هابل {\displaystyle v=H\cdot r}. واستنتج «لامتر» نظرياً أن المجرات تزداد ابتعاداً عنا كلما كانت بعيدة عنا (قارن ثابت هابل). ووجد أن القياسات التي قام بها تؤيد ذلك، واستنبط في عام 1929 ما سمي بعد ذلك «ثابت هابل» {\displaystyle H_{0}} وأيدت قيمته من الأرصاد التي قام بها هابل، وأكد «لوميتر» أن «تباعد» المجرات ليس حركة تقوم بها المجرات في الابتعاد عنا وإنما هو ابتعاد على طبقاً لنتائج حل معادلات اينشتاين للمجال وهي تمدد الكون.
ووجد هابل في عام 1929 أن القانون
{\displaystyle v=H\cdot r} يفسر العلاقة بين بُعد المجرات عنا والانزياح الأحمر باعتبار أنه ناتج عن سرعات المجرات {\displaystyle v} طبقا لظاهرة تأثير دوبلر، ولكنه لم يفسر ذلك بأنه تمدد للكون واعتبر أنه يطابق ما اقترحه «سيتر» عام 1917 من نموذج ثابت للكون، ولم يتبنى هابل فكرة كون يتمدد، وطبقاً لما قام بنشره من بحوث فيبدو أنه لم يعتقد في ذلك.
وكان أينشتاين عندما صاغ نظريته النسبية العامة 1915 يعتقد أن الكون ثابت مستقر، وقام بإضافة ما يسمى ثابت كوني في معادلاته عن مجال الجاذبية بغرض الحصول على حل للمعادلات يكون فيها الكون ثابتاً مستقراً، ولكن حلول هذا التكوين للكون لم تكن مستقرة، ولكن بناءً على ما تحقق بعد ذلك من إشارات عن تمدد الكون فاعتنق هذا المبدأ، ولهذ وصف أينشتاين فيما بعد فكرة الثابت الكوني - كما ذكرها جورج جاموف - «بأنها كانت أكبر خطأ ارتكبه في حياته».

## سرعة تمدد الكون
سرعة تمدد الكون في نشأته استنادا إلى قانون السرعة
فإن 93 مليار سنة ضوئية ÷ 13,7 مليار سنة = 6,78 سنة ضوئية في الثانية.

## الوضع الحالي للأبحاث

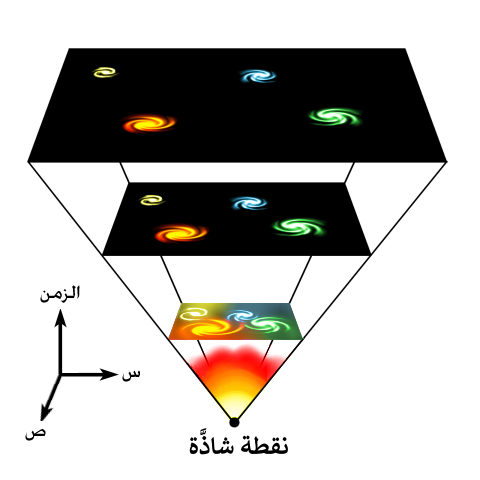
حسب نظرية الانفجار العظيم نشأ الكون من حالة كثيفة وحارة جدا ثم بدأ بالتمدد والتوسع دافعاً المجرات بعيداً عن بعضها.

طبقا للنظرية الحالية التي يتفق عليها معظم العلماء فلا يعتبر الانزياح الأحمر الكوني تأثير من تأثير دوبلر وإنما يعتمد أساسا على تزايد أبعاد الكون مع الزمن. وهذا المبدأ يؤدي إلى الاعتقاد في الانفجار العظيم حيث أن المسافات بين المجرات طبقا لهذا النموذج تتناقص مع الزمن في الماضي وتختفي عند نقطة تتسم بارتفاع لا نهائي لكثافة المادة.
ظل لمدة طويلة غير واضحا عما إذا كان الكون:
- سيظل يتمدد باستمرار (حالة كون مفتوح)،
- ستقل سرعة تمدد الكون حتى يصل إلى حالة مستقرة يثبت عليها (حالة كون منبسط)،
- ستقل سرعة تمدد الكون بحيث يصل أقصاه ثم يعود لينكفيء على نفسه تحت تأثير جاذبية المادة فيه ( كون مغلق).

أرصاد ومشاهدات تجرى على مستعرات عظمى شديدة البعد من نوع مستعر أعظم، نوع 1أ-وقد أجريت في إطار مشروع دراسة المستعرات العظمى- قام بتحليل نتائجها عدد من العلماء سول بيرلموتر وبريان شميدت وآدم ريس ونالوا عنها جائزة نوبل في الفيزياء عام 2011

تبين النتائج أن تمدد الكون الآن يتسارع (أي تزداد سرعة التمدد مع الزمن). وتنطبق تلك النتيجة أيضا مع قياسات إشعاع الخلفية الميكرويفي الكوني بواسطة مسبار ويلكينسون لقياس اختلاف الموجات الراديوية WMAP. ويعزى سببها إلى ما يسمى طاقة مظلمة وهي ممثلة في ثابت كوني ولكنه يتغير مع الزمن. ولم يمكن حتى الآن إثبات وجود الطاقة المظلمة عمليا، ويرجع السبب الأساسي إلى المناداة بها إلى تمدد الكون وطريقة تطور البنية الكونية.
وهناك افتراض آخر عن نشأة الانزياح الأحمر وهو ما يسمى «تقدم عمر الفوتونات» بازياد المسافة. ويبنى هذا الافتراض على نظرية الكم ويعتمد على هيئة الضوء باعتباره جسيمات، ولكن هذا الافتراض قد بات حاليا غير مرضيا.
على أساس بعض المشاهدات التي أجريت يتفق العلماء على أنه مر على الكون مرحلة بعد نشأته مباشرة تضخم فيه حجمه تضخما كبيرا طبقا لدالة أسية، تلك النظرية تسمى الآن في علم الفلك نظرية تضخم الكون.
علاوة على ذلك فلا تزال بحوث تجرى في إطار البحث عن حلول أخرى للنظرية النسبية العامة.

## تمدد الكون وتجاذب المادة

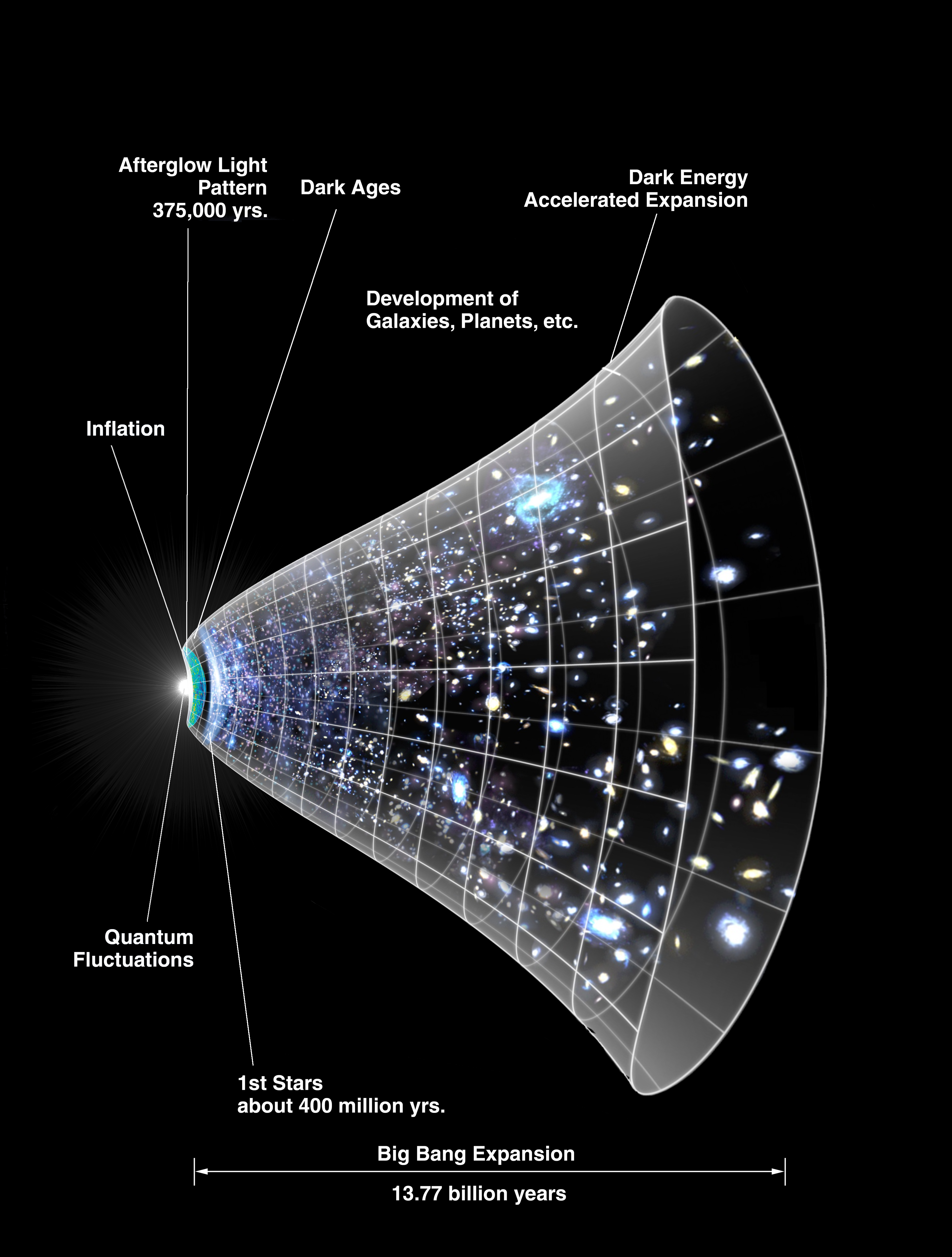
الخط الزمني للكون. تمثيل لتطور الكون على مدى ١٣.٧٧ مليار سنة.

يصور تمدد الكون أحيانا على أنه قوة تدفع الجسيمات أو الأجسام بعيدا عن بعضها. ورغم أن هذا التصور صحيحا من وجهة تأثير الثابت الكوني إلا أن تلك الصورة ليست صحيحة بالكامل. يعتقد العلماء أنه قد مر على الكون مرحلة كان فيها ابتعاد الأجسام بعيدا عن بعضها تحت تأثير القصور الذاتي حيث كانت الأجسام في الكون تتطاير متفرقة عن بعضها البعض لسبب غير معلوم- أغلب الظن كنتيجة للتضخم الكوني واستمر على تمدده ولكن بمعدل يقل باستمرار بسبب قوة الجاذبية بين المادة.
وبالإضافة إلى انخفاض سرعة تمدد الكون ككل فإن الجاذبية قد عملت موضعيا على تكاثف بعضا من المادة هنا وهناك مكونة نجوما ومجرات. وعندما تتكون أجرام وتتشكل تحت تأثير الجاذبية فإنها تنفصل عن التمدد العام لمقاييس الكون لتغلب قوى الجذب حيث تتكاثف المادة.
وبعدما تترابط الأجرام مع بعضها البعض فهي لا تنفصل ثانيا عن بعضها. ولهذا فإن المرأة المسلسلة (مجرة) التي ترتبط بمجرتنا درب التبانة فنجدها تسقط علينا (تتحرك في اتجاهنا وتقترب منا ونقترب منها) ولا تبتعد. نحن موجودون في مجموعة المجرات المحلية (المجموعة المحلية وتتكون من مجرة درب التبانة والمرأة المسلسلة الكبيرة مثلنا ونحو 30 من المجرات الصغير الأخرى)، ولا تزداد المسافات بينها. فإذا ما خرجنا من المجموعة المحلية نجد أن تمدد الكون ساريا ويمكن قياسه ورصده. وعلى الرغم من ذلك نجد أن تشكيلات كبيرة في الكون تصل إلى حد مجموعات وعناقيد المجرات تترك التمدد العام للكون الذي يسمى «سريان هابل» Hubble Flow وتحتفظ بترابطها.
ويتغير الأمر بعض الشيء عند اعتبار طاقة مظلمة أو أخذ ثابت كوني في الحسبان. وينتج ثابت كوني عن كثافة طاقة فراغ ويكون له نفس مفعول ضغط تنافر بين الأجرام ويتزايد طرديا (وليس عكسيا) مع المسافة. أي أن طاقة الفراغ تدفع بالأجرام المتجمعة مع بعضها البعض تحت تأثير الجاذبية لتبعدها عن بعضها. ولكنها لا تصل إلى حد فصلها عن بعضها البعض وتحللها وإنما يستمرون مترابطين موضعيا في حالة توازن بوجه عام. وطالما يتمدد الكون وتقل كثافة المادة فيه فإن التجاذب يقل (حيث تقل الجاذبية بانخفاض الكثافة) بينما يزداد التنافر الكوني، وينتج عن ذلك حالة توصف كنموذج لامبدا-سي دي إم للكون في أنه يتمدد كما لو كان يتمدد في فراع، بمعدل متزايد تحت تأثير ثابت كوني. ولكن الشيء الملحوظ من تمدد الكون في الحيز القريب إنما هو اختفاء الانزياح الأحمر الناشيء عن «ابتعاد» تشكيلات مثل مجرة درب التبانة أو مجرة المرأة المسلسلة فنجدهما لا تبتعدان عن بعضهما البعض وإنما تتحركان بسرعة في اتجاه بعضهما تحت تأثير قوة الجاذبية المرتبطة بكتلتيهما.
حتى أنه من المنتظر طبقا لأرصاد سرعة تحركهما في اتجاه بعضهما أنهما سوف تلتقيان وتلتحمان بعد 2 مليار سنة قادمة وربما تندمجان تماما في تجمع مجرات العذراء. ولكن مجرات أبعد من ذلك فأغلب الظن أنها سوف تستمر في الابتعاد عنا بسرعات متزايدة حتى يأتي وقت لا نستطيع رؤيتها بسبب الانزياح الأحمر الشديد.